# Takahito Chiba
Takahito Chiba (jap. 千葉 貴仁 Chiba Takahito; ur. 7 listopada 1984) – japoński piłkarz występujący na pozycji obrońcy.

## Kariera klubowa
Od 2003 do 2008 roku występował w klubach Cerezo Osaka i Consadole Sapporo.